# Ceratostylis incognita
Ceratostylis incognita là một loài thực vật có hoa trong họ Lan. Loài này được J.T.Atwood & Beckner mô tả khoa học đầu tiên năm 1998.